# Aleksandar Pavlović
Aleksandar Pavlović, znany jako Saša Pavlović (cyr. Саша Павловић; ur. 15 listopada 1983 w Barze) – serbski koszykarz, grający na pozycji rzucającego obrońcy. Od 2012 roku zawodnik Portland Trail Blazers.